# Freies Magazin fm5
Der Verein Freies Magazin fm5 wurde am 18. Dezember 2002 gegründet, hat seinen Sitz in Bad Kreuzen im Unteren Mühlviertel und ist Betreiber der deutschsprachigen elektronischen Zeitschrift Freies Magazin fm5 sowie Veranstalter der jährlichen Veranstaltungen fm5 Geburtstagsfest und fm5 Klangbad.
Die Finanzierung erfolgt durch Mitgliedsbeiträge, öffentliche Förderungen, Onlinewerbung und die beiden jährlichen Veranstaltungen fm5 Geburtstagsfest in Wien und fm5 Klangbad im Thermalbad Bad Fischau.
Der Verein hat nach eigenen Angaben ungefähr 30 aktive und stimmberechtigte Mitglieder sowie etwa 4000 ruhende Mitgliedschaften.

## Freies Magazin fm5
Nach eigenen Angaben handelt es sich beim Freien Magazin fm5 um ein seit 6. Jänner 2003 monatlich erscheinendes freies Onlinemagazin, das sich als Plattform für die Bereiche Kunst und Jugendkultur versteht und eine vorwiegend junge Zielgruppe gerichtet ist. Insbesondere widmet sich die Redaktion den Themen Politik, Musik, Literatur und Lifestyle. Im Durchschnitt sollen täglich 1800 Besucher auf das Onlinemagazin zugreifen.
Die Redaktion besteht dabei aus ungefähr 30 ehrenamtlichen Jugendlichen, die versuchen, über Themen abseits des allgemeinen Medieninteresses zu schreiben. Die Bezeichnung „frei“ bezieht sich bei fm5 vor allem auf die nicht-hierarchische Struktur sowie die freie Themenwahl aller Schreiber. Das Freie Magazin fm5 versteht sich als Plattform und Sprungbrett für junge schreibende Menschen, denen professionelles Feedback, Schreibworkshops und ein gemeinschaftliches Arbeitsklima geboten werden.

## Veranstaltungen und Projekte
Der Verein Freies Magazin fm5 verwirklicht seinen Anspruch, Jugendkultur und wenig etablierte Kunstformen zu fördern, neben der redaktionellen Tätigkeit vor allem über Veranstaltungen und sonstige Projekte. Darunter fallen das fm5 Geburtstagsfest, das fm5 Klangbad und der mittlerweile in einen eigenen Verein ausgelagerte Club Nolabel. Die Musikplattform orangemusic.at wurde verkauft, mitfahrboerse.at ist zurzeit stillgelegt.

### FM5 Geburtstagsfest
Das fm5 Geburtstagsfest ist eine jährlich im Jänner stattfindende Veranstaltung mit Bands und DJs. Fand das fm5 Geburtstagsfest bis inklusive 2010 traditionell im oberösterreichischen Baumgartenberg statt, so wurde 2011 mit dem Umzug nach Wien dem verlagerten Fokus des Vereins auf die Bundeshauptstadt Rechnung getragen. 2011 wurde in der Szene Wien, 2012 im Gürtellokal B72 gefeiert. Dabei wird auf eine ausgewogene Mischung unbekannter und etablierter Künstler gelegt, aufgetretene Bands der letzten Jahre sind etwa Velojet, Russkaja, Kommando Elefant, Grossstadtgeflüster, Stereo Total, Pilots. und Cherry Sunkist.

### FM5 Klangbad

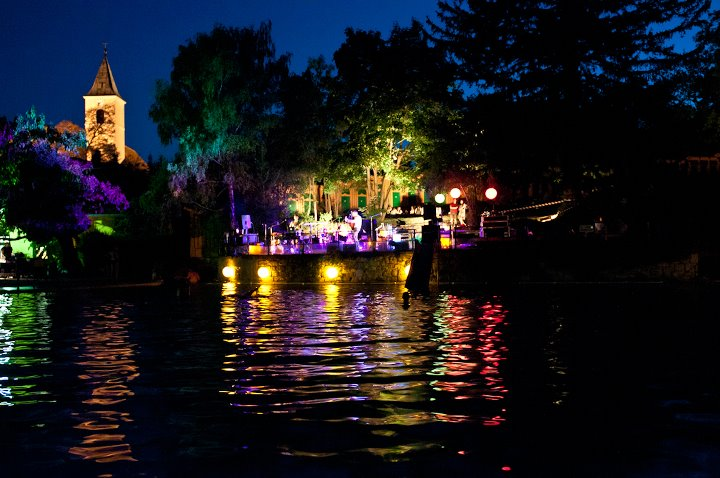
fm5 Klangbad 2011

Das fm5 Klangbad fand am 26. August 2011 zum ersten Mal statt und ist als Sommerfest für eine Kapazität von etwa 1000 Gästen konzipiert. Veranstaltungsort ist das denkmalgeschützte k.k. Fischauer Thermalbad im niederösterreichischen Bad Fischau-Brunn. Konzept der Veranstaltung ist es, jungen Musikinteressierten gleichsam wie alten Stammgästen des Bades ein interessantes Programm bei Badespaß zu bieten. Im Preis ist demgemäß auch der Eintritt für das Bad inbegriffen.
2011 traten u. a. Francis International Airport, A Life, A Song, A Cigarette, Bensh und Love&Fist auf.
Nach großem Erfolg der Erstveranstaltung wurde die jährliche Durchführung beschlossen, das zweite fm5 Klangbad fand am 24. August 2012 statt, dabei gab es Konzerte von Der Nino aus Wien, Steaming Satellites, Fuzzman, A Thousand Fuegos und Diver.